# ORP Wicher (1950)
ORP Wicher (II) – polski niszczyciel radzieckiego projektu 30bis (typu Smiełyj / ozn. NATO Skoryi), w służbie polskiej Marynarki Wojennej w latach 1958–1974. Był drugim okrętem o tej nazwie, po niszczycielu z 1930.

## Historia
Zbudowany w stoczni im. A.A. Żdanowa w Leningradzie pod numerem stoczniowym S-603. Stępkę położono 30 marca 1949 roku, a okręt wodowano 26 września 1950 roku.
Do radzieckiej służby wszedł 28 stycznia 1951 pod nazwą „Skoryj”. 29 czerwca 1958 roku został przekazany Polskiej Marynarce Wojennej przez ZSRR – najpierw wydzierżawiony, a w 1965 roku odkupiony. Wchodził w skład 7 Dywizjonu Niszczycieli na Oksywiu. Brał udział w wizytach kurtuazyjnych, m.in. w Portsmouth. W 1968 roku odwiedził aż trzy porty: Rostock, Rotterdam i Helsinki. Od 1970 roku używano go w charakterze bazy pływającej dla 9. Flotylli Obrony Wybrzeża na Helu. Wycofany ostatecznie ze służby pod koniec 1974 roku, został pozbawiony uzbrojenia i wyposażenia, a następnie zatopiony w pobliżu portu na Helu jako element falochronu. Kolejno nosił numery burtowe: 54 i (od 1960 roku) 274.
Ciekawostką jest, że okręt został zbudowany wyłącznie przez kobiety - w jego dokumentacji stoczniowej widnieją wyłącznie podpisy kobiet. 
Polskie niszczyciele tego typu: ORP „Grom” – ORP Wicher
Wizyty zagraniczne:
- 1959 – Brest
- 1960 – Portsmouth, Rostock, Leningrad
- 1965 – Helsinki
- 1967 – Edynburg, Sztokholm
- 1968 – Helsinki, Rotterdam, Rostock

Dowódcy:
- 1958-1961: kpt. mar. Henryk Koryciński
- 1961-1965: kmdr ppor. Andrzej Ujazdowski
- 1965-1969: kmdr ppor. mar. Tadeusz Moskwa
- 1969-1970: kmdr ppor. Józef Wołczyński
- 1970-1974: kmdr ppor. Tadeusz Pabiś

## Dane techniczne
- Wyporność:
  - standardowa – 2240 t
  - maksymalna – 3181 t
- Wymiary:
  - długość całkowita – 121,5 m
  - szerokość 12 m
  - zanurzenie 4,2 m

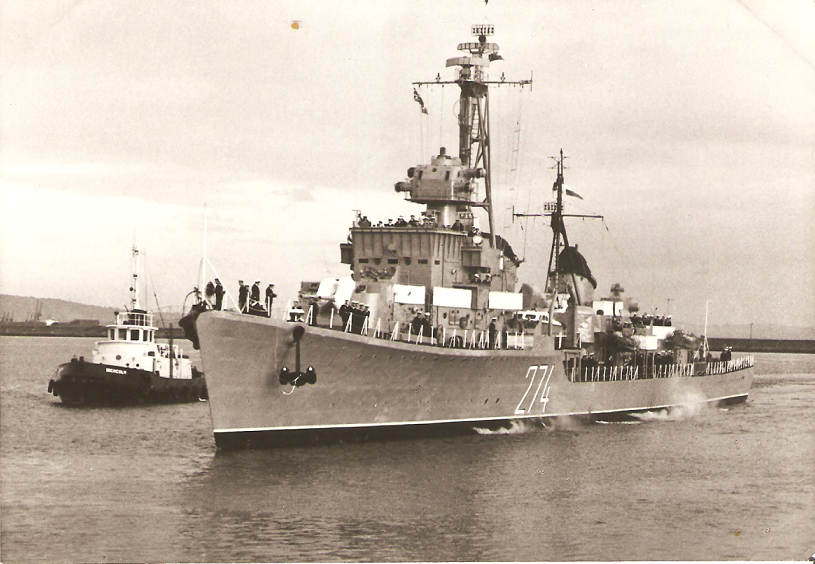
ORP „Wicher” w 1972 roku.

- Napęd: 2 zespoły turbin parowych systemu Parsonsa(inne języki) z przekładnią o mocy łącznej 60 000 KM, cztery kotły główne i 1 kocioł pomocniczy, max. spalanie kotła głównego 7 ton mazutu na godzinę, a kotła pomocniczego 2 tony mazutu na godzinę. Zapas paliwa wynosił 744 tony; okręt zabierał też 40 ton ropy naftowej, która służyła do napędu agregatów prądotwórczych. 2 śruby o średnicy 3,14 m każda.
- Prędkość maksymalna 36 węzłów
- Zasięg: 3900 Mm przy 13 w.
- Załoga: 260 ludzi (inne dane 218)

### Uzbrojenie
- 4 działa 130 mm w dwóch, zamkniętych, dwudziałowych wieżach typu B-2ŁM (2 x II)
  - długość lufy 50 kalibrów (L/50)
- 2 działa plot. 85 mm L/52 w zamkniętej, dwudziałowej wieży na rufie typu 92-K (1 x II)
- 7 automatycznych działek plot. 37 mm L/73,5 na pojedynczych podstawach 70-K (7 x I)
- 10 wyrzutni torpedowych 533 mm w dwóch obrotowych aparatach (2 x V)
- 2 podpokładowe wyrzutnie bomb głębinowych
- 2 miotacze bomb głębinowych
- 2 tory minowe (możliwość zabrania 67 min)

## Zachowane elementy
- od 2010 r. w Muzeum Obrony Wybrzeża w Helu (przy szosie, na parkingu Muzeum)
  - wirnik turbiny parowej (zdjęcie)
- Muzeum MW w Gdyni
  - wieża artylerii głównej 130 mm
  - wieża dział przeciwlotniczych 85 mm
  - aparat torpedowy
  - stanowisko kierowania ogniem
- wrak ORP WICHER (1949) Pocięty na złom. Resztka kadłuba (denna) zatopiona na płytkiej wodzie poza molem Portu Wojennego w Helu, jako falochron od strony Juraty.

## Plany i modele
- Plany Modelarskie nr 126 z 1985 i 150 z 1989.